# Shorea obovoidea
Shorea obovoidea är en tvåhjärtbladig växtart som beskrevs av Van Slooten. Shorea obovoidea ingår i släktet Shorea och familjen Dipterocarpaceae. Inga underarter finns listade i Catalogue of Life.